# 岩田行一
岩田 行一（いわた こういち、1930年12月24日 - 2004年9月28日）は、日本のドイツ文学者。東京都立大学名誉教授。

## 来歴
東京生まれ。
旧制成蹊高等学校卒業（24回生）。
東京大学文学部独文科卒業。1994年まで東京都立大学教授、名誉教授。ノーベル文学賞受賞作家であるエリアス・カネッティの作品を多く翻訳した。
2004年9月28日、前立腺がんのため都内の病院で死去した。

## 翻訳
- 群衆と権力（上下） エリアス・カネッティ 法政大学出版局 1971、新装版2010 叢書・ウニベルシタス
- マラケシュの声 ある旅のあとの断想 エリアス・カネッティ 法政大学出版局 1973
- 断ち切られた未来 評論と対話 エリアス・カネッティ 法政大学出版局 1974
- 断想 1942-1948 エリアス・カネッティ 法政大学出版局 1976 叢書・ウニベルシタス
- カフカ マイナー文学のために ジル・ドゥルーズ,フェリックス・ガタリ 宇波彰共訳 法政大学出版局 1978.7 叢書・ウニベルシタス
- 救われた舌 ある青春の物語 エリアス・カネッティ 法政大学出版局 1981.10
- 耳証人 新・人さまざま エリアス・カネッティ 法政大学出版局 1982.7
- 酷薄な伴侶との対話 日記と現代作家 カネッティ他 古沢謙次共訳 法政大学出版局 1983.2
- トーマス・マン日記 1933-1934、浜川祥枝・森川俊夫共訳 紀伊国屋書店 1985.12
- 耳の中の炬火 伝記1921-1931 エリアス・カネッティ 法政大学出版局 1985.7
- メランコリーと社会 ヴォルフ・レペニース 小竹澄栄共訳.法政大学出版局 1987.10 叢書・ウニベルシタス
- 宵の明星(抄)・生意気ざかり(抄) ジャン・パウル ドイツ・ロマン派全集 第11巻 国書刊行会 1990.7
- 陽気なヴッツ先生 他一篇 ジャン・パウル 1991.3 岩波文庫
- 象徴としての庭園 ユートピアの文化史　ヴォルフガング・タイヒェルト 青土社 1996.11 叢書象徴のラビリンス
- 眼の戯れ 伝記1931-1937 カネッティ 法政大学出版局 1999.7

## 参考
- 岩田行一氏死去 東京都立大名誉教授、ドイツ文学 - 47ニュース/共同ニュース[リンク切れ]
- 群衆と権力〈上〉（新装版） - 紀伊国屋書店BookWeb